# Изолациони трансформатор
Изолациони трансформатор је трансформатор, често са симетричним намотајима, који се користи за раздвајање два електрична кола. Изолациони трансформатор омогућава пренос наизменичне струје између два електрична кола без галванског повезивања. Изолациони трансформатор спречава пренос једносмерне струје из једног кола у друго, док дозвољава пренос наизменичне струје. Изолациони трансформатори са електростатичким штитом користе се као извори напајања за осетљиве уређаје, као што су рачунари или лабораторијска опрема.
Изолациони трансформатор се пројектује тако да се обрати посебна пажња на капацитансу два намотаја. То је неопходно јер се прекомерна капацитанса може пренети са примарног на секундарни део изолационог трансформатора. 